# Abbe (hố)

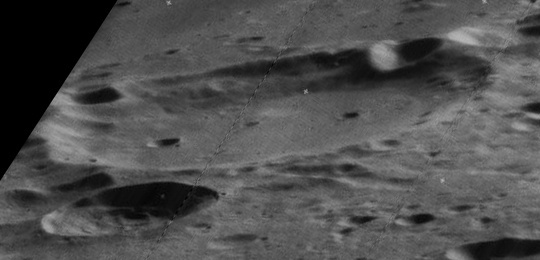
Tầm nhìn gần của hố Abbe, hướng vể phía tây, hình từ Lunar Orbiter 5.

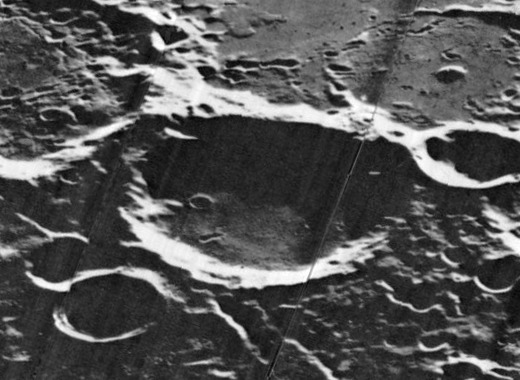
Tầm nhìn khác từ Lunar Orbiter 5 của hố Abbe, hướng về phía tây.

Abbe là một hố Mặt Trăng (hố va chạm) nằm ở bán cầu nam của nửa không nhìn thấy của Mặt Trăng. Hố nằm ở phía nam của hố Hess, và nằm ở phía đông của hố Poincaré. Hố được đặt tên theo sau nhà vật lý người Đức Ernst Abbe.
Tường ngoài của hố Abbe bị xói mòn, với một vài hố nhỏ nằm chồng lên vành phía tây bắc và tây nam. Thềm hố bên trong tương đối bằng phẳng với một vài hố nhỏ.

## Hố vệ tinh
Theo quy ước, những tính chất này được xác định trên bản đồ bằng cách đặt từng chữ cái là tâm của các hố vệ tinh gần với Abbe nhất.

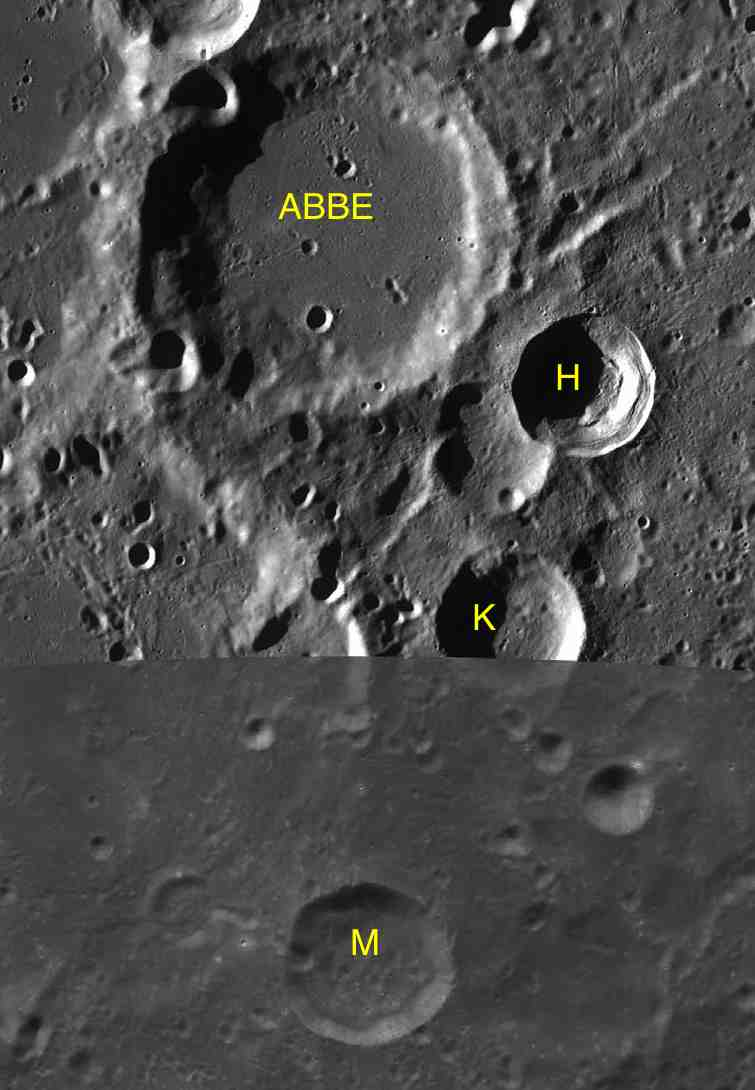
Bản đồ hố vệ tinh của hố Abbe

| Abbe | Vĩ độ   | Kinh độ  | Đường kính |
| ---- | ------- | -------- | ---------- |
| H    | 58.2° N | 177.9° Đ | 25 km      |
| K    | 59.6° N | 177.3° Đ | 28 km      |
| M    | 61.6° N | 175.3° Đ | 29 km      |